# Беата Павліковська
Беата Павліковська (пол. Beata Pawlikowska; нар. 11 червня 1965, Кошалін) — польська зірка-мандрівник, письменниця, журналіст, перекладач, фотограф, ілюстратор книжок.

## Радіо та телебачення
У 1990 році почала роботу на Радіо Кошалін, де спочатку вела курс з англійської мови у ефірі, а потім — після переміщення до Редакції Музичної — свою музичну програму. У 1992 році виїхала до Лондона, звідки протягом дев'яти місяців надавала музичну кореспонденцію для Третього каналу польського радіо. У 1993 році після повернення до Польщі розпочала роботу в Радіо Колор, вела власну програму й — разом з Гжегожем Васовським — «Список хітів для пенсіонерів». У 1994 році вела музичну програму «Бе-боп-а-лула» на каналі TVP1. У 1995 році повернулась до робоби на Третьому каналі польського радіо, де разом з Гжегожем Васовським продовжувала програму під іншою назвою «Список хітів для олдбоїв». Також вела програму «Інтерніч». У 1995—1998 роках в ролі спільника провела 7 видань Списку хітів Третього каналу.У 1999 році розпочала співпрацю з Радіо Зет, де протягом кількох років вела свою програму присвячену подорожам під назвою «Світ поглядом блондинки». У 2002 році була за неї номінована до нагороди Grand Press. У 2003 році зайняла перше місце у двох категоріях опитування ресурсу FM.net: радіо-персона «Підкорювачі Ефіру 2003» і «Перлинки радіо». Від жовтня 2004 року в ефірі Першої програми Польського радіо вела «Світ поглядом Беати Павліковської», однак в грудні 2005 повернулась на Радіо Зет з програмою «Світ поглядом блондинки». У 2002—2005 роках вела мандрівні програми «Студіо погода» на каналі TVP3. Беата Павліковська є автором пригодницького реаліті-шоу «Здобивачі» на каналі TVP2 (2004) i TVP1 (2005, спільно з Кшистофом Вєліцьким), програми «Древо мандрівника» на Інтернет-радіо Баобаб. У 2007—2008 роках спільно з Кшистофом Скибою вела на каналі TVP2 програму «Таємнича блондинка».

## Подорожі, преса, книги

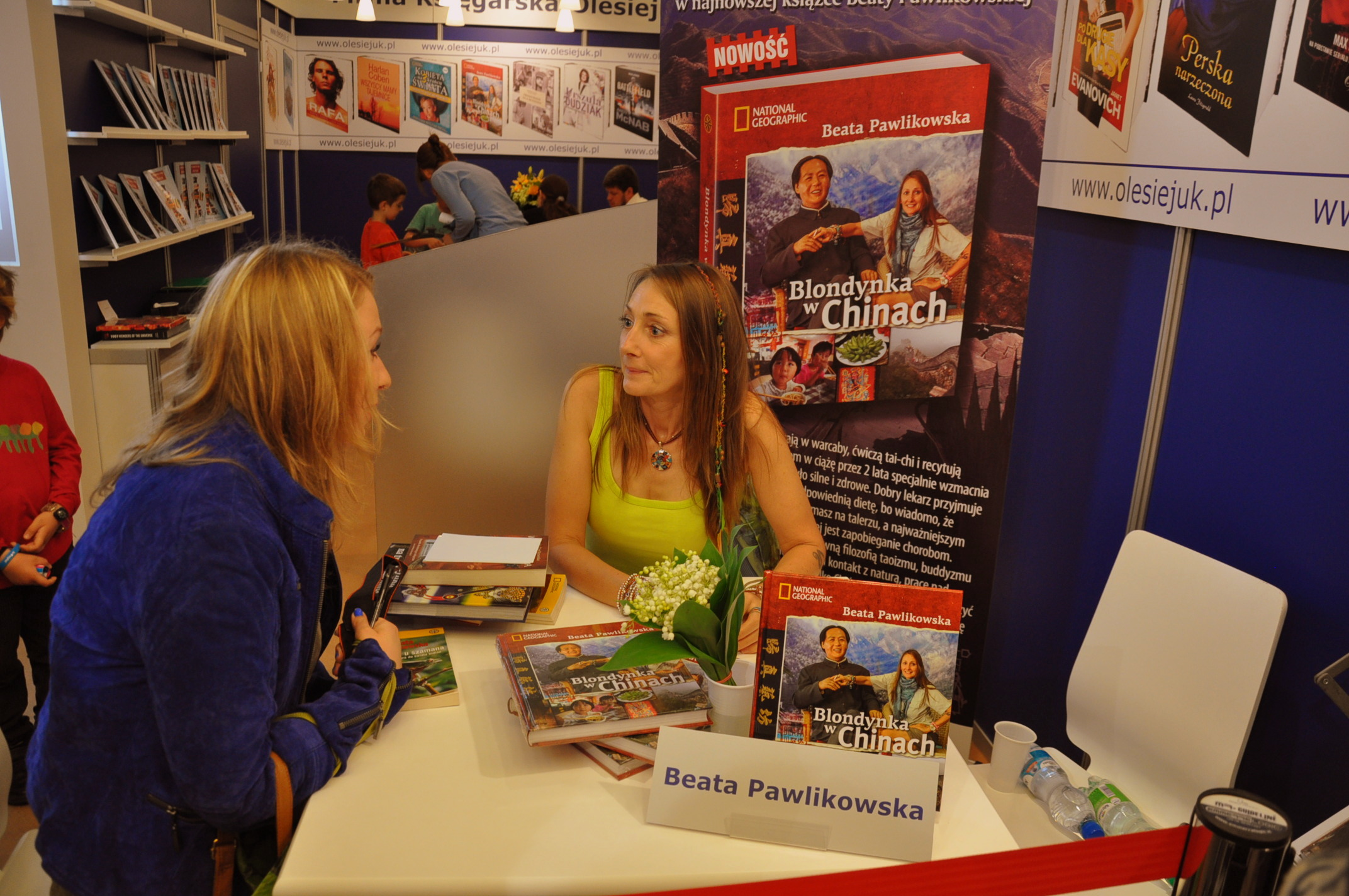
Беата Павліковська на ІІІ Варшавських торгах книги

Першу книгу написала у 18 років, це був «роман у жанрі магічного реалізму», уривки якого звучали на Третьому каналі Польського радіо. Кілька місяців на рік мандрує світом, особливо Південною Америкою, де вона документує життя амазонських Індіанців. Войчех Цейровський вважає Беату Павліковську першою жінкою, яка пішки пройшла «найпереповненіші малярією джунглі світу» Дар'єн на кордоні Панами та Колумбії, що він описав в своїй книжці «Грінго серед диких племен». Згідно з цією історією Цейровський і Павліковська мали також бути першими поляками, яким вдалось пережити Дар'єнський пропуск.

Беата Павліковська описує свої подорожі у фейлетонах, які розміщувались у газетах і своїх книжках. Пропагує принцип харчування відповідно до китайської філософії у-сін.
Свої книжки ілюструє власними фотографіями та малюнками. Писала фейлетони для газет «Голос Поморря», «Голос Щецина», «Слово Польське — Газета Вроцлавська». Її статті та фотографії було публіковано також в багатьох газетах, між іншим таких як «Газета виборча», «Річ Посполита», «Політика», «Playboy», «Пізнай світ», «Подорожі», «Фокус», «Віва!», «Космополітан». Виконала малюнки для платівки Анни Вишконі під назвою «Пан і пані».
Двічі здобула (2001, 2002) перші місця в конкурсі Клубу туристичної публіцистики Товариства журналістів РП за найкращі закордонні репортажі опубліковані в Польщі.
У травні 2010 року здобула нагороду імені Магелана за «довготривале просування моди на подорожування».

Співпрацювала з видавництвом «Егмонт» і телеканалом TVP2, перекладаючи списки діалогів головним чином для документальних фільмів музичних. Також співпрацює з журналом «National Geographic».

В травні 2013 року Фонд спеціалізованого порятунку з використанням псів «Ірма» надав Беаті Павліковській звання почесного посла фонду.

### Книжки про подорожі
- Блондинка у джунглях (2001) — ISBN 83-7163-376-9 — відзначена нагородою імені Аркадія Фідлера «Бурштиновий метелик»
- Блондинка серед ловців райдуги (2002) — ISBN 83-89217-01-5.
- Блондинка співає в Укаялі (2003) — ISBN 83-89019-33-7 — перша книжка польського автора, видана National Geographic
- Блондинка у шамана (2004, National Geographic) — ISBN 83-89019-57-4 — книжка розповідає про пригоди Беати Павліковської у амазонських джунглях. Під час мандрування незайманою пущею письменниця зустрічає Шамана, який забирає її до селища. Там вона проходить шаманську ініціацію, вчиться лікувати або «розмовляти» з духами.
- Блондинка Тао (2005, National Geographic) — ISBN 83-60006-20-2.
- Блондинка на Кубі (2006, National Geographic) — відзначена нагородою імені Беати Павлак.
- Порадник Глобтротера або Блондинка в подорожі (2007, National Geographic) — ISBN 978-83-60006-49-8
- Блондинка на Чорній Землі (2009, National Geographic) — ISBN 978-83-7596-039-6.
- Блондинка на сафарі (2010, National Geographic) — ISBN 978-83-7596-040-2.
- Блондинка, ягуар і таємниця Майя (2010, National Geographic) — ISBN 978-83-7596-092-1.
- Блондинка, ягуар і таємниця Майя — аудіокнига (2010, Biblioteka Akustyczna)
- Блондинка на Занзібарі (2010, National Geographic) — ISBN 978-83-7596-108-9.
- Блондинка в Тибеті (2010, National Geographic) — ISBN 978-83-7596-109-6.
- Блондинка на Острові Пасхи (2010 National Geographic) — ISBN 978-83-7596-119-5.
- Блондинка в Танзанії (2010, National Geographic) — ISBN 978-83-7596-120-1.
- Блондинка в Гімалаях (2011, National Geographic) — ISBN 978-83-7596-122-5.
- Блондинка в Бразилії (2011, National Geographic) — ISBN 978-83-7596-121-8.
- Блондинка на Шрі-Ланці (2011, National Geographic) — ISBN 978-83-7596-124-9.
- Блондинка в Перу (2011, National Geographic) — ISBN 978-83-7596-123-2.
- Блондинка на тропі таємниць (2011, National Geographic) — ISBN 978-83-7596-181-2.
- Блондинка в квіті лотосу (2011, National Geographic)
- Блондинка в Індії (2011, National Geographic) — ISBN 978-83-7596-125-6.
- Блондинка в Мексиці (2011, National Geographic) — ISBN 978-83-7596-126-3.
- Блондинка в Амазонії (2011, National Geographic) — ISBN 978-83-7596-128-7.
- Блондинка в Камбоджі (2011, National Geographic) — ISBN 978-83-7596-127-0.
- Блондинка на Тасманії (2011, National Geographic)- ISBN 978-83-7596-202-4.
- Блондинка в Австралії (2011, National Geographic) — ISBN 978-83-7596-208-6.
- Блондинка в загублених світах (2011, National Geographic) — ISBN 978-83-7596-320-5.
- Блондинка в Китаї (2012, National Geographic) — ISBN 978-83-7596-397-7.
- Подорожую, молись, кохай (2012, National Geographic)
- Блондинка на Балі (2012, National Geographic) — ISBN 978-83-7596-398-4.
- Блондинка на Яві (2013, National Geographic) — ISBN 978-83-7596-557-5.
- Блондинка в Лондоні (2013, National Geographic) — ISBN 978-83-7596-518-6 (на старій редакції книжки ISBN 978-83-7778-518-6)

### Репортажі в книжках інших авторів
- Між небом і пеклом (2004) ISBN 83-89019-62-0
- Подорож на край світу (2004) ISBN 83-89019-65-5
- Світ на тарілці (2004) ISBN 83-89019-87-6
- Жінка Метафізична (2005) ISBN 83-60207-35-6

### Порадники

#### Іноземні мови
- цикл іншомовних курсів Блондинка на мовах , National Geographic, ISBN 978-83-7596-021-1, ISBN 978-83-7596-020-4, ISBN 978-83-7778-199-9)
мови: британська англійська (2010), американська англійська (2010), німецька (2010), європейська іспанська (2011), італійська (2011), французька (2011), латинська іспанська (2011), російська (2012), португальська (2012), надерландська (2013), японська (2013), норвезька (2013).
- Словник (2013)
мови: англійська, французька, іспанська, німецька, російська, італійська

#### Психологія
- У джунглі життя (2005, ISBN 83-60000-07-7)
- У джунглі любові (2008, ISBN 978-83-60000-25-0)
- У джунглі непевності (2009, ISBN 978-83-60000-34-2)
- У джунглі самотності (2010, ISBN 978-83-60000-39-7)
- Теорія безумовності (2012)
- У джунглі підсвідомості (2013, ISBN 978-83-7778-438-9)
- Книга кодів підсвідомості (2013)
- Курс з щастя (2013, ISBN 978-83-7778-434-1)
- Тренінг з щастя (2014, ISBN 978-83-7778-435-8)
- Я є богом підсвідомості (2014)

#### Здорове харчування
- Наші присмаки (2003) ISBN 83-7184-307-0 — книжка створювалась разом зі слухачами Радіо Зет
- Їж здорово та думай позитивно ISBN 9788377786093
- На здоров'я. 15 порад для гарного початку (2014, Gruner+Jahr Polska) ISBN 9788377786031
- Нові здорові поради (2014) ISBN 9788377788912
- Печу здоровий хліб! І торти! (2014) ISBN 9788377788950
- цикл У джунглі здоров'я:
  - том 1. У джунглі здоров'я (2014) ISBN 9788377786505
  - том 2. Мої здорові поради (2014) ISBN 9788377786246
  - том 3. Моя дієта це диво (2014) ISBN 9788377788905
  - том 4. Найбільші омани нашої цивідізації (2015) ISBN 9788377789087

#### Інші порадники
- Книга про подарунки (2001, ISBN 83-915934-0-1)
- Книга добрих вітань (2004, ISBN 83-7184-086-1) — книжка створювалась разом зі слухачами Радіо Зет
- Рік добрих думок — календар(2013,2014)
- Фотографую світ (2010, National Geographic, ISBN 978-83-7596-099-0) — перший авторський альбом фотографій
- Планета добрих думок (2013)

### Белетристика
- Агнес у Венеції (2009, Latarnik, ISBN 978-83-600-0030-4)
- Басні для дітей і для дорослих (2013, National Geographic)

## Приватне життя
Випускниця ІІ загальноосвітнього ліцею в Кошаліні. Вчилась на напрямку англістики і венгристики, які однак швидко кинула. Протягом певного часу працювала між іншим оператором комп'ютера, секретарем, перекладачем і викладачем англійської мови. У Лондоні також працювала прибиральницею та офіціанткою. У 1994 році взяла церковний шлюб з Войчехом Цейровським, але подружжя не було зареєстровано керівником РАЦСу. У 2004 році через ЗМІ повідомила, що розірвали стосунки. Відповідно до інформації заінтересованої особи, винесено вирок про недійсність утворення подружжя в єпископському суді. Не має дітей.